# De Landcomponent van Defensie
De Landcomponent van Defensie – wojska lądowe, jeden z komponentów Zintegrowanych Sił Obrony Belgii.
Nazwa De Landcomponent van Defensie, Komponent Lądowy Zintegrowanych Sił Obrony obowiązuje od reformy w siłach zbrojnych w Belgii 2001/2002, zmieniających wojska lądowe, marynarkę wojenną i siły powietrzne w odpowiadające im komponenty Zintegrowanych Sił Obrony.

## Wyposażenie

### W służbie

#### Pojazdy
| Zdjęcie             | Nazwa                    | Państwo             | Liczba              |
| Samochody ciężarowe | Samochody ciężarowe      | Samochody ciężarowe | Samochody ciężarowe |
| ------------------- | ------------------------ | ------------------- | ------------------- |
|                     | Iveco M250               | Włochy              | 400                 |
|                     | Unimog 1.9T Jacam        | Niemcy              | 10                  |
|                     | Unimog 1.9T Mistral      | Niemcy              | 47                  |
|                     | Unimog 1.9T SVB          | Niemcy              | 4                   |
|                     | Iveco ALC                | Włochy              | 149                 |
|                     | Renault Kerax Dépanneuse | Francja             | 27                  |
|                     | Scania T144              | Szwecja             | 26                  |
| Samochody           |                          |                     |                     |
|                     | Dingo II Ambulance       | Niemcy              | 10                  |
|                     | Dingo II CP              | Niemcy              | 52                  |
|                     | Dingo II Fus 12.7        | Niemcy              | 28                  |
|                     | Dingo II Fus 7.62        | Niemcy              | 128                 |
|                     | Iveco LMV                | Włochy              | 437                 |